# Psammobatis rudis
Psammobatis rudis är en rockeart som beskrevs av Günther 1870. Psammobatis rudis ingår i släktet Psammobatis och familjen egentliga rockor. IUCN kategoriserar arten globalt som otillräckligt studerad. Inga underarter finns listade i Catalogue of Life.